# Liste de points extrêmes de la Belgique
| \| Dreef Torgny La Panne Krewinkel Botrange \| Localisation des points extrêmes de Belgique |
| Dreef Torgny La Panne Krewinkel Botrange                                                    |

Voici une liste de points extrêmes de la Belgique.

## Latitude et longitude
- Nord : Meersel-Dreef, province d'Anvers (51° 30′ N, 4° 46′ E)
- Sud : Torgny, province de Luxembourg (49° 30′ N, 5° 28′ E)
- Ouest : La Panne, Flandre-Occidentale (51° 05′ 21″ N, 2° 32′ 43″ E)
- Est : Krewinkel, province de Liège (50° 20′ N, 6° 23′ E)

## Altitude
- Maximale : Signal de Botrange, Province de Liège, 694 m DNG (50° 30′ 06″ N, 6° 05′ 35″ E)
- Minimale : Les Moëres, Province de Flandre-Occidentale, ~ 0 m DNG